# Моралеха (Касерес)

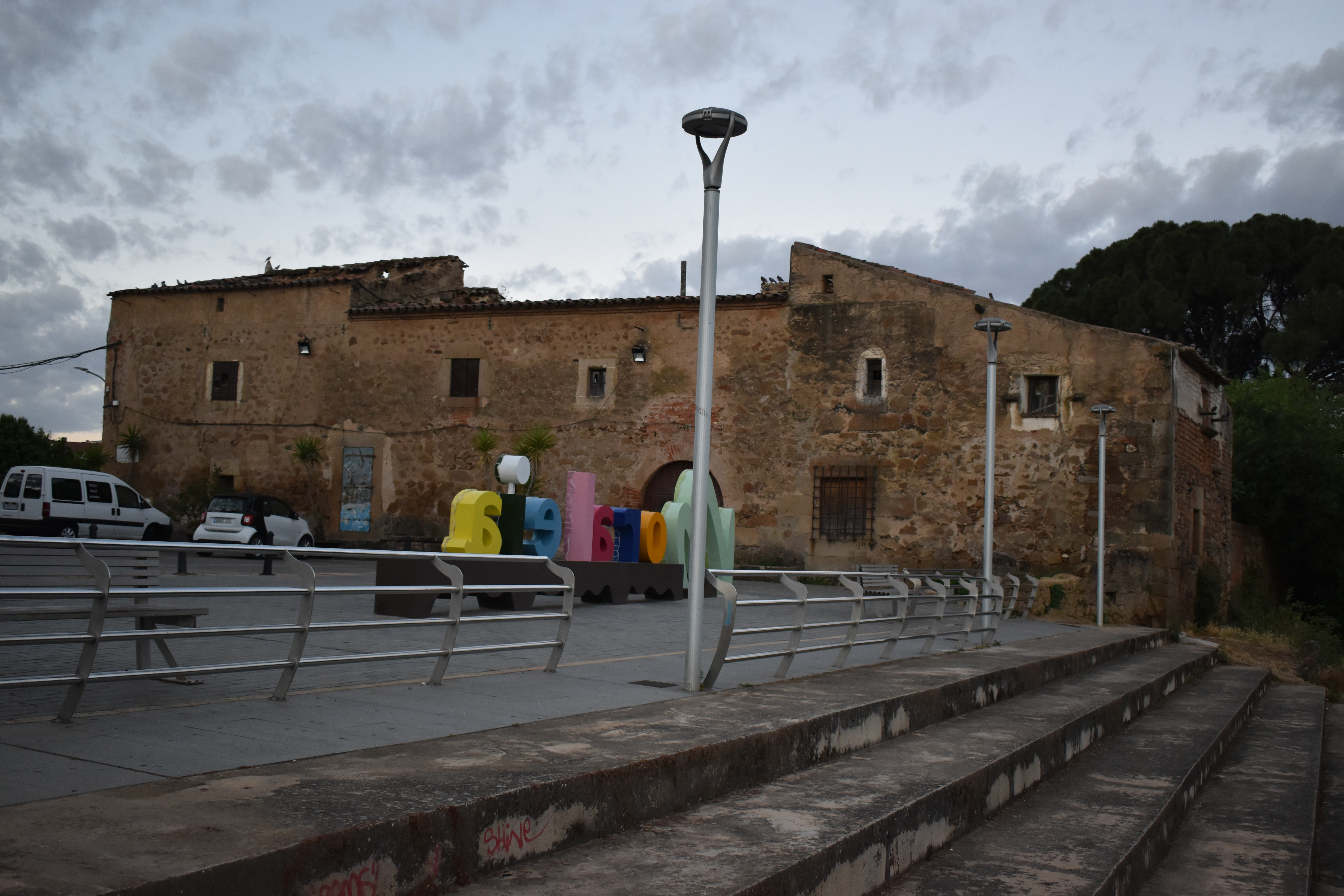

Моралеха (ісп. Moraleja) — муніципалітет в Іспанії, у складі автономної спільноти Естремадура, у провінції Касерес. Населення — 7185 осіб (2010).
Муніципалітет розташований на відстані близько 250 км на захід від Мадрида, 70 км на північ від Касереса.

## Демографія
Динаміка населення (INE ):